# Лоренцо Тиеполо
Лоренцо Тиеполо (на италиански: Reniero Zeno) е четиридесет и шести дож на Република Венеция от 1268 до 1275 г.
Лоренцо Тиеполо е син на дожа Джакопо Тиеполо и от най-ранна възраст израства с примера на влиятелния си баща като изгражда у себе си същия силен и твърд характер, със същата предразположеност към държавните и търговски дела.
През 1257 г. във войната с Генуа като адмирал на венецианския флот той превзема Акра и по този начин нанася сериозни финансови щети на вечния съперник на Венеция, изключвайки генуезците от доходната търговия с Ливан.
През 1262 г. участва в преговорите за мир между Венеция и Генуа. След смъртта на дожа Рениеро Зено Тиеполо е избран за дож на 23 юли 1268. А през 1270 г. подписва вече и мирния договор с Генуа след продължилата дълги години война.
Скоро след това обаче е изправен пред ново предизвикателство – от същата 1270 до 1273 г. срещу Венеция се изправят обединените сили на Болоня, Тревизо, Верона, Мантуа, Ферара, Кремона, Анкона и други градове заради търговското съперничество. Тиеполо успява да спечели войната и постига благоприятно за Венеция мирно споразумение.
По време на неговото управление Марко Поло заедно с родителите си заминава за Китай, откъдето се завръща чак през 1295 г.
Лоренцо Тиеполо умира на 15 август 1275.